# 嘉瀬川ダム
嘉瀬川ダム（かせがわダム）は、佐賀県佐賀市、一級河川・嘉瀬川本流上流部に建設されたダムである。
国土交通省九州地方整備局が管理する国土交通省直轄ダムで、高さ97.0メートルの重力式コンクリートダム。嘉瀬川の治水と佐賀市やその周辺地域への利水、及び水力発電を目的とした特定多目的ダムであり、唐津市にある厳木ダム（厳木川）に続く二番目の特定多目的ダムでもある。ダムによって形成された人造湖は富士しゃくなげ湖と命名され、佐賀県最大の規模を有する人造湖である。
土木学会デザイン賞2017優秀賞受賞。

## 沿革

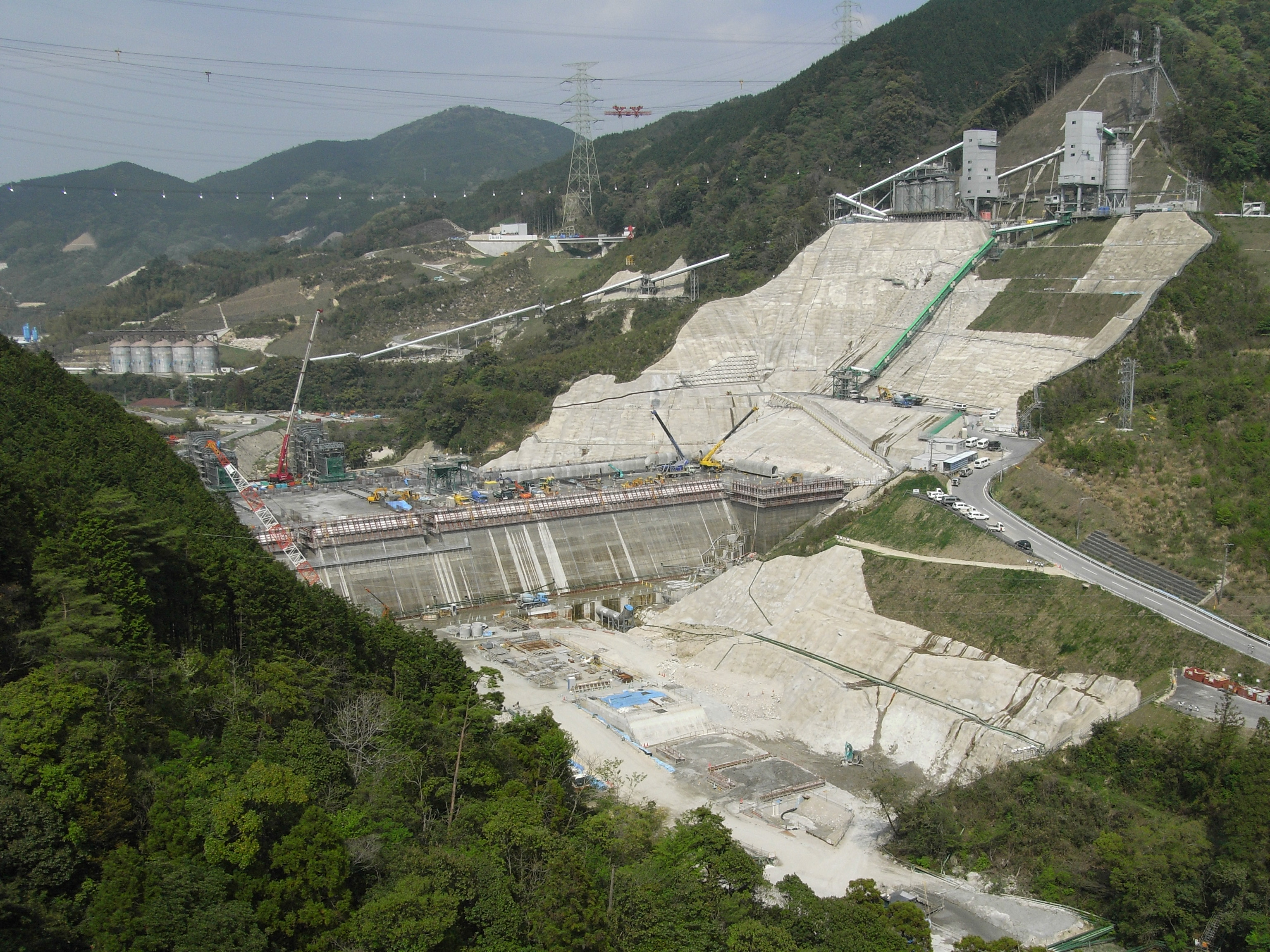
建設中（2008年4月）

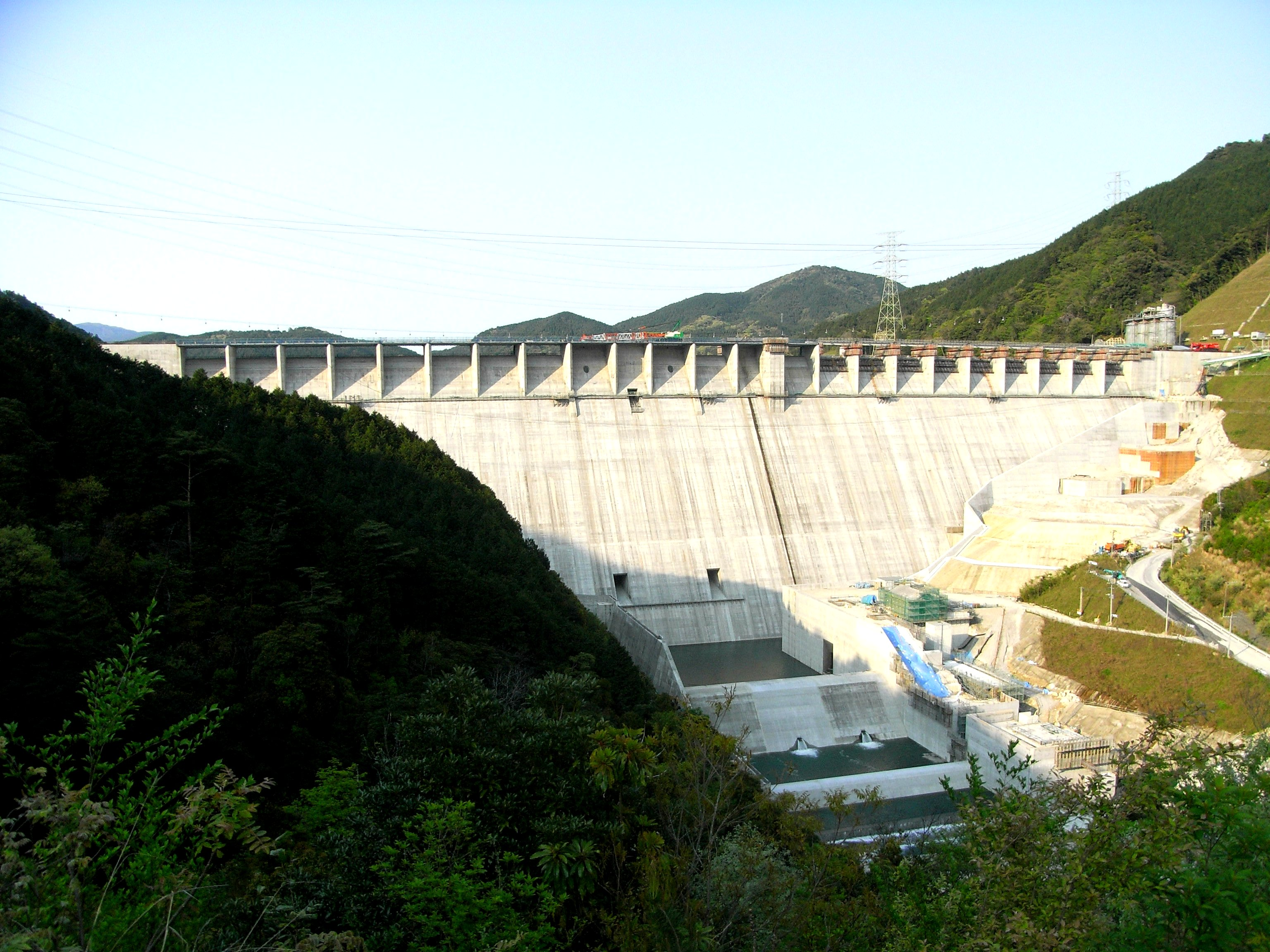
建設中（2010年5月）

佐賀県中央部を流れる嘉瀬川は古くより灌漑に利用される河川であり、佐賀藩によって度々の河川改修が行われていた。だが、台風常襲地帯であるために度々水害が発生した。戦後だけでも1991年（平成3年）までの間に20回近くの水害に見舞われていて、特に1949年（昭和24年）8月のジュディス台風では死者80人・重軽傷者251人、堤防決壊219箇所、橋の流失250箇所、床上・床下浸水25,552戸という過去最悪の被害をもたらした。近年では1990年（平成2年）6月の集中豪雨では佐賀市内の被害が大きく、床上浸水1,783戸、床下浸水12,327戸の被害を出している。嘉瀬川ではおおむね8〜10年に一度の間隔で浸水被害を伴う水害を起こしており、このため1965年（昭和40年）に一級水系に指定され、建設省（現・国土交通省）や佐賀県による河川整備が行われ、堤防整備や河道の直線化などを実施したがその後も水害は発生し、根本的な解決策が求められていた。
一方流域に広がる白石平野は佐賀県有数の穀倉地帯であり、佐賀藩の財政の基礎ともなった。だが嘉瀬川は隣接する城原川などと同じく天井川で、渇水になると流量が減少し収穫に深刻な打撃を与えた。このため戦後1956年（昭和31年）、最上流部に北山ダムが農林省（現・農林水産省）九州農政局によって建設され、農業用水の補給は改善されたがその後も農地面積の拡大や農業技術の進歩による収穫量増加によって、新規の農業用水確保が急務となった。更に佐賀市とその周辺地域の人口増加によって、上水道の整備も課題となった。
すでに建設されている北山ダムは農業用ダムであり、治水機能や上水道供給の目的を持っていなかった。このため多目的ダムを建設してそれらの問題を解決しようという機運となり、1971年（昭和46年）3月に一級河川に指定され国の直轄事業に移行し、1973年（昭和48年）4月、建設省九州地方建設局（現・国土交通省九州地方整備局）は佐賀郡富士町地点の嘉瀬川本川に『嘉瀬川総合開発事業』に基づく特定多目的ダムを建設する計画を発表した。これが嘉瀬川ダムである。

## 補償
この嘉瀬川ダム建設によって、富士町の160戸の住居が水没対象となった。ダム計画発表と同時に住民は『ダム建設絶対反対』を唱え、「嘉瀬川ダム対策協議会」を設置して頑強にダム反対を訴えた。漁業権の絡みもあり建設省との補償交渉は一向にまとまる気配を見せず、発表から建設事業着手まで15年を費やすこととなった。それ以後も補償交渉は継続されたが、1993年（平成5年）3月に水源地域対策特別措置法に指定された。嘉瀬川ダムの場合、水没戸数が160戸ということもあり補償額の嵩上げや移転先利子補充、転職斡旋などといった補償内容の厚遇が図られる「法第9条等指定ダム」に指定された。その後代替地による集団移転補償が提案され、対策協議会もこれに応じ1995年（平成7年）1月に補償交渉は妥結した。計画発表から実に22年が経過しており、住民の精神的消耗も激しかった。
この間、水没予定地において1989年（平成元年）秋、『男はつらいよ』の第42作である『男はつらいよ ぼくの伯父さん』のロケが行われた。この経緯は水没予定住民である小学生が、『ぼくの故郷がダムに沈んでしまいます』という手紙を主演の渥美清に送ったのが発端であり、手紙を受け取った渥美は監督である山田洋次に当地でのロケを進言したというエピソードがある。
2001年（平成13年）4月には代替住宅地が完成した。水没する国道323号の整備も行われ、従来狭かった国道も拡充され佐賀市・福岡市方面のアクセスも改善された。ダム直下流にある古湯温泉は「徐福ゆかりの温泉」と言われているが、近年湯治客の減少が続き「古湯の森音楽祭」などで村おこしを図っているが、ダム完成による湯治客の増加を期待している。国土交通省もダム整備において、嘉瀬川ダムと下流の古湯温泉を結ぶ周辺整備を下流域整備事業として計画しており、地域住民のヒアリングによる意思を重視した環境整備を進めている。だが、その一方で住民の他地域への流出が続き、町内の代替造成地に移転した住民は全世帯の半分程度となっている。特に若年層の流出が顕著で、消防団組織の維持も困難な状況といわれている。今後の問題としては若年層の定住促進や道路付け替え移転住民に対する補償交渉の促進などが指摘されている。このように住民はダム建設において佐賀市など下流受益地のために故郷を離れる苦渋の決断を行い、その苦労は現在も続いている。

## 目的
嘉瀬川ダムは1973年4月より実施計画調査を開始し、1988年（昭和63年）からは地質や地形、貯水容量などの調査を終了して正式な建設事業となった。その後後述する補償交渉などを経て2005年（平成17年）9月より本体工事に着手、2012年（平成24年）に完成した。
目的は官人橋を基準地点として100年に1度の洪水に対処できるための洪水調節、慣行水利権分の用水補給と流量が減少しやすい嘉瀬川の正常な流量を維持する不特定利水、農林水産省の『国営筑後川下流白石平野土地改良事業』に基づき白石平野の約9,180haに対する新規灌漑、佐賀市（旧富士町・大和町）への上水道供給、嘉瀬川大堰を利用し王子製紙工場（当時・現王子マテリア佐賀工場）への工業用水道供給、そして九州電力による水力発電（認可出力2,800kW）である。なお水力発電は小規模であるが、これは地球温暖化防止の観点から中小水力発電開発を政府が推奨しているための新規電源開発であり、経済産業省による『中小水力発電開発費補助事業』に基づく補助を受けている。
ただし工業用水に関しては、王子製紙が当初の事業拡大を修正したために取水量（10,000トン／日）のうち7,000トン／日を返上。上水道も一部取水量を人口増加が鈍ったことから需要が当初より減少したため水量を縮小した。このため余剰分は不特定利水分として慣行水利権と河川維持用水に充てることで調整が図られているが、これに対し嘉瀬川ダムを『ゼネコンを儲けさせるだけのムダな公共事業』としてダム建設に反対する日本共産党などから批判を受けている。

## 環境保全対策
ダム建設は大幅な自然の改変をもたらすことから、1990年代以降は特にダムと環境についての議論が活発化した。嘉瀬川ダムについても佐賀県下最大級のダムとなることから環境問題が指摘されていた。その上環境影響評価法（環境アセスメント法）でダム事業における環境への影響調査と対策が義務付けられたこともあり、建設に際しては環境に最大限の配慮を行う必要があった。
国土交通省嘉瀬川ダム工事事務所は環境関連の専門家や有識者を集め、ダムの環境対策や文化財保護・地域活性化を検討・諮問する「嘉瀬川ダム環境検討委員会」を設置。委員会は2002年（平成14年）10月に『嘉瀬川ダム建設事業における環境保全への取り組み』と題した提言をまとめた。この中では生物保全・水環境の保全はもとより、建設工事に伴う騒音・振動・廃棄物対策、更に景観や歴史的文化遺産の保全など事細かに改善項目をまとめ、これの履行を工事事務所に求めた。
国土交通省はこの提言に沿った形で建設事業を進めることとし、自然保護に関してはスギ人工林を自然林へ回復させるための植生変更や、休耕田を利用した小動物・昆虫類の生育保全、キクガシラコウモリのねぐら整備やカジカガエルの保護を行っている。また、水没予定地の森林を全て伐採せずに移転し、下流にある国営吉野ヶ里歴史公園に移植する工事を実施している。以前のダム事業では水没予定地内の樹木は伐採の対象にしかならなかったが、可能な限り自然を保護することが委員会提言に纏められているため、移植を行っている。完成後はダム及びダム湖は公園として整備されるが、従来型のアウトドア施設を有する“擬似自然公園”ではなく、本格的な自然公園として整備する方針を採用している。この他水没する遺跡の発掘調査を行い、遺跡の発掘物保存も同時に実施している。
計画から完成まで39年を費やす日本の長期化ダム事業のひとつであり、問題はまだ山積しているが、地域密着型のダムを目指して今後の活用が検討されている。

## 事件
贈収賄事件
2010年12月3日、福岡県警は嘉瀬川ダム工事事務所電気通信係長を贈収賄容疑で逮捕した。電気通信係長は電気工事材料の納品に関して有利な取り計らいをした見返りに、贈賄側の電気資材卸業者から数百万円を受け取ったほか、福岡市・中州の高級クラブでの飲食代金・タクシー代を付け回した。

## 富士しゃくなげ湖

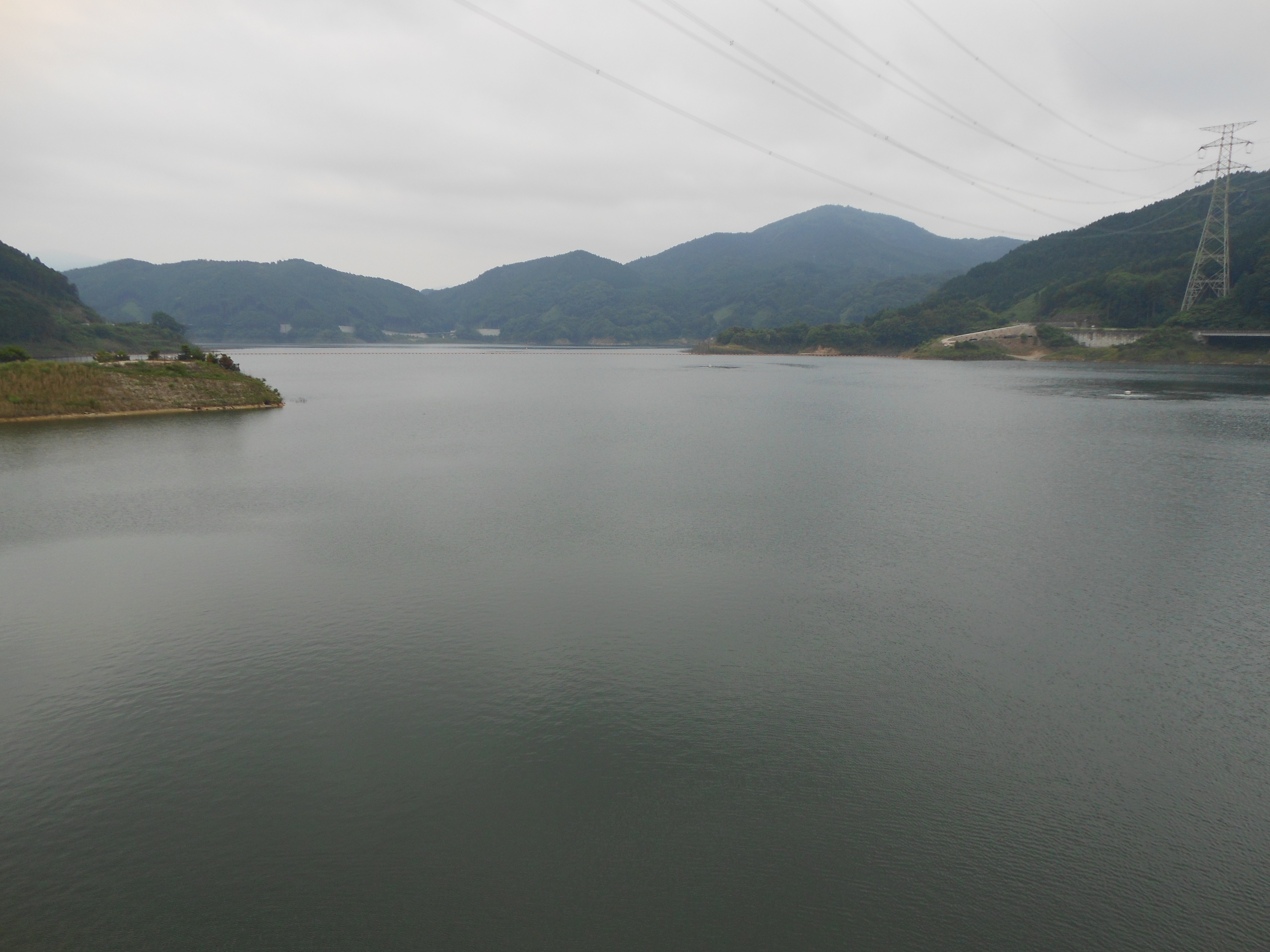
富士しゃくなげ湖

嘉瀬川ダムの人造湖である富士しゃくなげ湖は、上流にある北山ダムの人造湖・北山湖を抜き佐賀県最大かつ北部九州では最大規模の人造湖となった。
嘉瀬川ダムへは国道323号を佐賀市からは北上、福岡市からは三瀬トンネル・北山ダム経由で南下すると到着する。現在本体工事を行っているがダム右岸の国道沿いには見学のための施設が設けられ、ここより展望台に至ると上流側から嘉瀬川ダムの全景を望むことができる。また水没する川上川第二ダムの姿も確認できる。直下流には古湯温泉、上流には北山湖があり観光地にも近く、休日には観光客が多く見学に訪れている。
最近ではボート競技の練習拠点として多くのチームが合宿を張っており、第78回国民スポーツ大会ではボート・カヌースプリント競技の会場として整備が予定されている。